# Lars Carlsson (Rallyefahrer)
Lars Carlsson (* 29. Januar 1947 in Karlstad; † 16. Juni 2024) war ein schwedischer Rallyefahrer, der zwischen 1960 und 1987 auf internationaler Ebene Rennen fuhr.

## Karriere
Carlsson gab sein internationales Debüt 1960 bei der Rallye Finnland in einem Volvo PV544, die er jedoch nicht beendete. Erst fünf Jahre später nahm er wieder an der Rallye Finnland teil, diesmal mit einem Saab 96, und belegte den sechsten Platz in seiner Klasse. In den 1960er-Jahren ging er nur sporadisch bei Rallyes an den Start und erst 1968 nahm er mit einem Porsche 912 an mehreren Läufen zur schwedischen Meisterschaft teil, allerdings ohne ein überzeugendes Ergebnis zu erzielen. 1970 zeigte er eine gute Leistung bei der Rallye Schweden, wo er seinen Volvo auf den elften Platz brachte. Ab dem folgenden Jahr fuhr er regelmäßig auf Opel, einer Marke, der er bis 1978 treu blieb, und zwar im Rennstall des niederländischen Opel-Importeurs, Bob de Jong, der Ende 1974 sein Beifahrer wurde. In dieser Zeit errang er seinen größten Sieg, die Tulpenrallye, im Jahr 1976. Mit seinem Opel Kadett GT/E Gruppe 2 ließ er die Profi-Fahrer Maurizio Verini, Gilbert Staepelaere und Markku Alén hinter sich. Im selben Jahr belegte er bei der Rallye Schweden den sechsten Platz, was sein bestes Ergebnis in der Weltmeisterschaft blieb. Auch bei der Rallye Monte Carlo 1977, ebenfalls auf einem Opel Kadett, zeigte er eine starke Leistung und wurde Zehnter in der Gesamtwertung und Sieger der Gruppe 1.
In den Jahren 1979 und 1980 fuhr er hauptsächlich auf Ford Escort und nahm an der deutschen Meisterschaft teil, bevor er 1987 seine sportliche Karriere endgültig beendete.

## Titel
- Westdeutscher Rallye-Meister: 1974 (auf Opel Ascona A)[5]
- Dreifacher niederländischer Rallye-Meister: 1975 (auf Opel Ascona A), 1976 und 1977 (auf Opel Kadett GT/E)